# Екстрагент
Екстраге́нт (рос. экстрагент, англ. extractant, англ. extracting agent; нім. Extraktionsmittel n) — вибірковий розчинник для вилучення окремих компонентів з рідких сумішей (наприклад, водних розчинів) шляхом екстракції.
Основні вимоги до екстрагента:
- високий коефіцієнт дії;
- висока селективність;
- низька розчинність у воді;
- хімічна стійкість;
- велика температура спалаху;
- нетоксичність.

Розрізняють кислі (екстрагують за катіонообмінним механізмом), лужні (екстрагують за аніонообмінним механізмом) і нейтральні (екстрагують шляхом сольватації) екстрагенти.
Кислі екстрагенти — карбонові кислоти, нафтенові кислоти, фосфорорганічні кислоти, сульфокислоти, феноли, кислі хелатні агенти, наприклад, оксіми.
Лужні екстрагенти — солі четвертинних амонієвих основ, первинних, вторинних і третинних високомолекулярних амінів.
Нейтральні екстрагенти — фосфорорганічні сполуки, сульфоксиди, фосфіноксиди, спирти, кетони, альдегіди. екстрагенти широко застосовуються в гідрометалургії.